# 長崎県立北松西高等学校
長崎県立北松西高等学校（ながさきけんりつ ほくしょうにしこうとうがっこう, Nagasaki Prefectural Hokusho Nishi High School）は、長崎県北松浦郡小値賀町笛吹郷にある県立の高等学校。
小値賀島唯一の高等学校。島の行政・経済の中心である笛吹郷の北に位置する。

## 概要
歴史
1949年（昭和24年）に設置された「長崎県立平戸高等学校（現在の長崎県立猶興館高等学校）小値賀分校」を前身とする。翌1950年（昭和25年）に移管により「長崎県立佐世保南高等学校小値賀分校」となった後、1955年（昭和30年）に「長崎県立北松西高等学校」（現校名）として独立した。2010年（平成22年）に創立60周年を迎えた。
校名の由来
「北松西」という校名は、小値賀町が属している「北松浦郡」の略称に由来し、北松浦郡の西端にあたることから、この校名となった。
設置課程・学科
全日制課程 普通科
校訓
「自律・気魄・創造」
校章
1956年（昭和31年）に制定。波と緑の松の葉を安定感のある正三角形と組み合わせ、はしご高の「高」（俗字体）の文字の下に北松西の「西」（West）の頭文字「W」を置いている。
校歌
作詞は尼﨑長保、作曲は森脇憲三による。歌詞は3番まであり、各番とも「われら北松われら北松西高校」で終わる。北松西高等学校のウェブサイトで歌入りの校歌音楽を試聴できる。
小中高連携型一貫教育
2008年（平成20年）より、小値賀島内の小学校・中学校・高校での連携型一貫教育の対象校として長崎県によって指定されている。現在、小中高の学校行事の合同開催、各学校の教員の相互乗り入れ授業の実施等が行われている。
- 連携校
  - 小値賀町立小値賀小学校（大島分校も含む）
  - 小値賀町立小値賀中学校

制服
ブレザー、ネクタイ

## 沿革
- 1949年（昭和24年）
  - 7月8日 - 長崎県立平戸高等学校[1]小値賀分校の設立が認可される。
  - 8月14日 - 「長崎県立平戸高等学校[1]小値賀分校」が開校。小値賀中学校校舎の一部を仮校舎とし、昼間定時制普通課程（普通科）と家庭課程（家政科）を設置。
- 1950年（昭和25年）4月14日 - 移管により「長崎県立佐世保南高等学校小値賀分校」となる。
- 1952年（昭和27年）12月25日 - 新校舎が完成
- 1953年（昭和28年）1月22日 - 新校舎に移転。
- 1955年（昭和30年）
  - 4月1日 - 「長崎県立北松西高等学校」（現校名、定時制課程）として独立。長崎県立猶興館高等学校より宇久分校を移管される。
  - 6月4日 - 開校式を挙行。
- 1956年（昭和31年）
  - 1月16日 - 校旗を制定。
  - 12月12日 - 校歌を制定。
- 1959年（昭和34年）
  - 10月6日 - （分校開校から数えて）創立10周年記念式典を挙行。
- 1961年（昭和36年）
  - 2月3日 - 宇久分校を宇久校舎に改称。家庭課程（家政科）の募集を一旦停止する。
  - 4月1日 - 全日制に変更される。普通科と電気通信科を置く。
- 1963年（昭和38年）4月1日 - 家政科（旧家庭課程）を設置。
- 1964年（昭和39年）4月1日 - 電気通信科を電子科に改称。
- 1965年（昭和40年）3月18日 - 体育館が完成。
- 1966年（昭和41年）
  - 3月8日 - 図書館が完成。
  - 4月1日 - 宇久校舎が長崎県立宇久高等学校として分離独立。
- 1969年（昭和44年）3月30日 - 電子科実習棟が完成。
- 1970年（昭和45年）3月31日 - 家政科実習棟が完成。
- 1972年（昭和47年）3月14日 - 格技場が完成。
- 1987年（昭和62年）3月31日 - 電子科と家政科の募集を停止。
- 1988年（昭和63年）4月1日 - 情報電子科を新設。
- 1989年（平成元年）3月1日 - 電子科と家政科を閉科。
- 2002年（平成4年）1月8日 - 旧図書館をセミナーハウス（松樹館）に、管理教室棟四階の普通教室を図書室に改修。
- 1999年（平成11年）4月1日 - 「連携型中高一貫教育の実践」の対象校に指定される。（翌年、2000年（平成12年）度までの2年間）
- 2000年（平成12年）
  - 7月10日 - 創立50周年記念の彫像除幕式を挙行。
  - 10月21日 - 創立50周年記念式典を挙行。新校旗を作成。
- 2006年（平成18年）3月31日 - 情報電子科の募集を停止。
- 2007年（平成19年）4月1日 - 連携型小中高一貫教育を試行。
- 2008年（平成20年）
  - 3月31日 - 情報電子科を閉科。
  - 4月1日 - 連携型小中高一貫教育を本格的に開始[5]。

## 学校行事
3学期制
1学期
- 4月 - 始業式、入学式、対面式、校内実力考査、歓迎遠足、自転車検査
- 5月 - PTA総会、中間考査、生徒総会
- 6月 - 高総体、授業参観、生徒会役員選挙
- 7月 - 体験入学、期末考査、家庭訪問（高1･2）、高3三者面談、海浜清掃、球技大会、終業式、夏季補習
- 8月 - 平和学習（9日 長崎原爆の日）、高3学習会、夏季補習

2学期
- 8月末 - 2学期始業式、校内実力考査（高1・2）
- 9月 - 高校説明会、中高合同体育祭、高3就職試験開始
- 10月 - 中間考査、防災訓練
- 11月 - 西高祭（文化祭）、授業参観、生徒総会
- 12月 - 期末考査、職場体験学習、高2修学旅行、球技大会、終業式、冬季補習

3学期
- 1月 - 始業式、三者面談、校内実力考査（高1・2）、高3学年末考査、高3大学入試センター試験[6]
- 2月 - 同窓会入会式、授業参観、学年末考査（高1・2）
- 3月 - 卒業式、高校一般入試、終業式（修了式）

## 部活動
運動部
- 野球部
- バドミントン部
- ソフトテニス部
- 陸上部

文化部
- 吹奏楽部 - 宇久高等学校の吹奏楽部と合同でコンクールに出場することがある。

## 著名な出身者
- 北村誠吾 - 元衆議院議員[7]
- 近藤鉄太郎 - 九州朝日放送アナウンサー

## 交通アクセス
島外から
最寄りの港
- 「小値賀港」
  - 佐世保港から - 九州商船フェリーで2時間35分～3時間40分、高速船で1時間37分～1時間55分（経由地によって異なる）
  - 博多港から - 野母商船フェリーで4時間49分

小値賀島内
最寄りのバス停
- 小値賀交通（小値賀バス）「小学校」バス停

最寄りの道路
- 長崎県道161号小値賀循環線

## 周辺
- 小値賀町立小値賀小学校
- 小値賀町立小値賀中学校
- 小値賀町立小値賀幼稚園
- 小値賀町立図書館